# Фиард

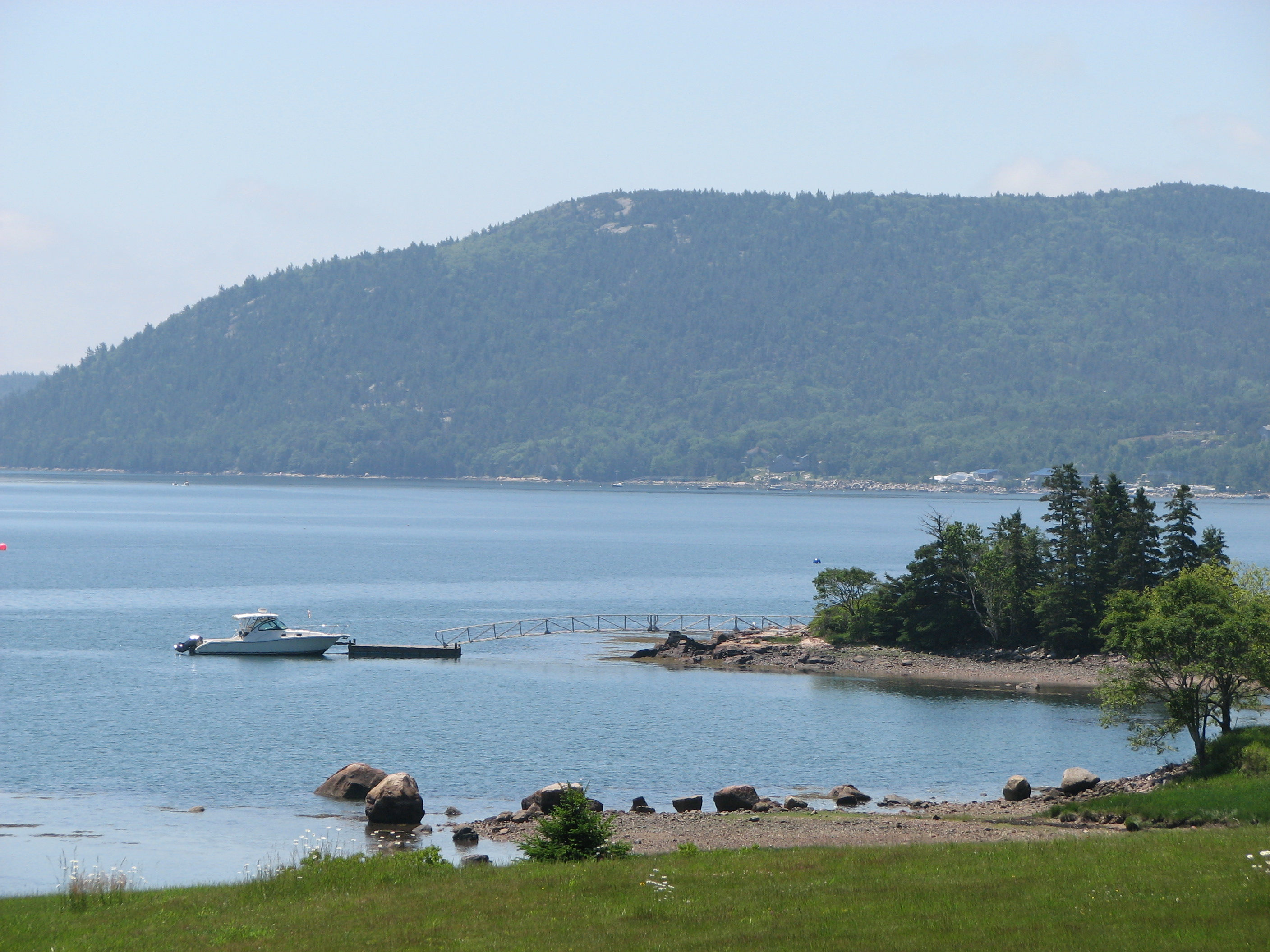
Один из фиардов атлантического побережья Северной Америки

Фиард, фьёрд или фиерд (швед. fjärd) — мелководный, глубоко вдающийся в сушу, узкий и, как правило, сильно разветвлённый залив (бухта), окружённый пологим низкогорным побережьем.
Фиарды характерны для равнинных прибрежных районов восточного побережья Северной Америки, Финляндии, Дании и Швеции. На территории России встречаются в северных частях Онежского и Ладожского озёр. Глубина фиардов редко превышает 100 метров, внутри них обычно имеются острова, а берега сформированы выположенным и низкогорным рельефом, что отличает их от норвежских фьордов. Возникновение фиардов связывают с проникновением моря или озера на низменные участки суши с холмистым ледниково-аккумулятивным рельефом, когда вода затапливает русла подледниковых потоков, отчасти разработанные движением ледниковых масс.